# فروزبرگ (نیویورک)
فروزبرگ (به انگلیسی: Frewsburg) یک منطقهٔ مسکونی در ایالات متحده آمریکا است که در شهرستان چاتاکوآ، نیویورک واقع شده‌است. فروزبرگ ۸٫۷۷ کیلومتر مربع مساحت و ۱٬۹۰۶ نفر جمعیت دارد و ۳۹۶ متر بالاتر از سطح دریا واقع شده‌است.